# Morophagoides montium
Morophagoides montium är en fjärilsart som beskrevs av Walsingham 1914. Morophagoides montium ingår i släktet Morophagoides och familjen äkta malar.
Artens utbredningsområde är Panama. Inga underarter finns listade i Catalogue of Life.